# Palexpo

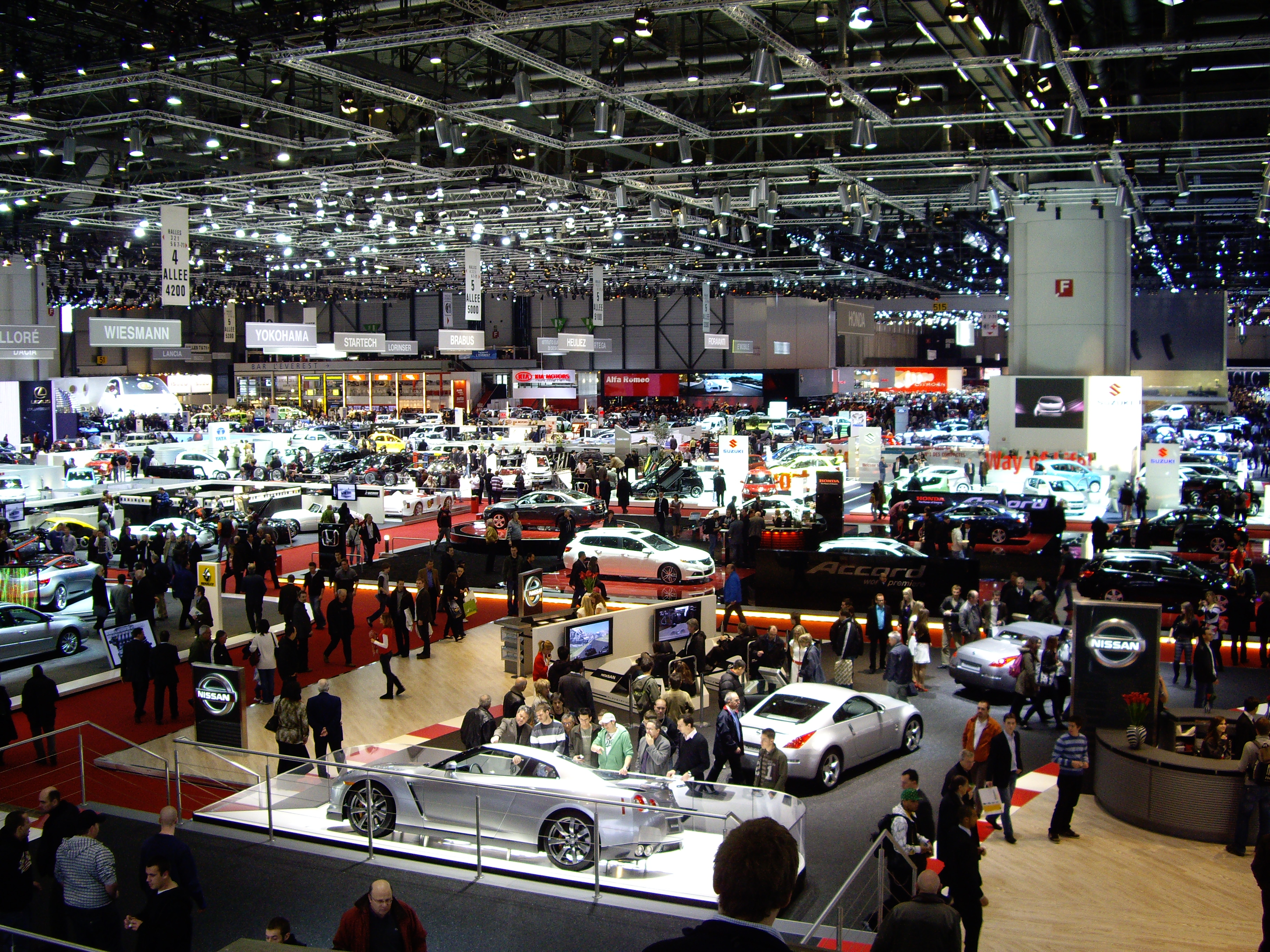
Blick durch Hallen 4 und 5 am Genfer Auto-Salon 2008

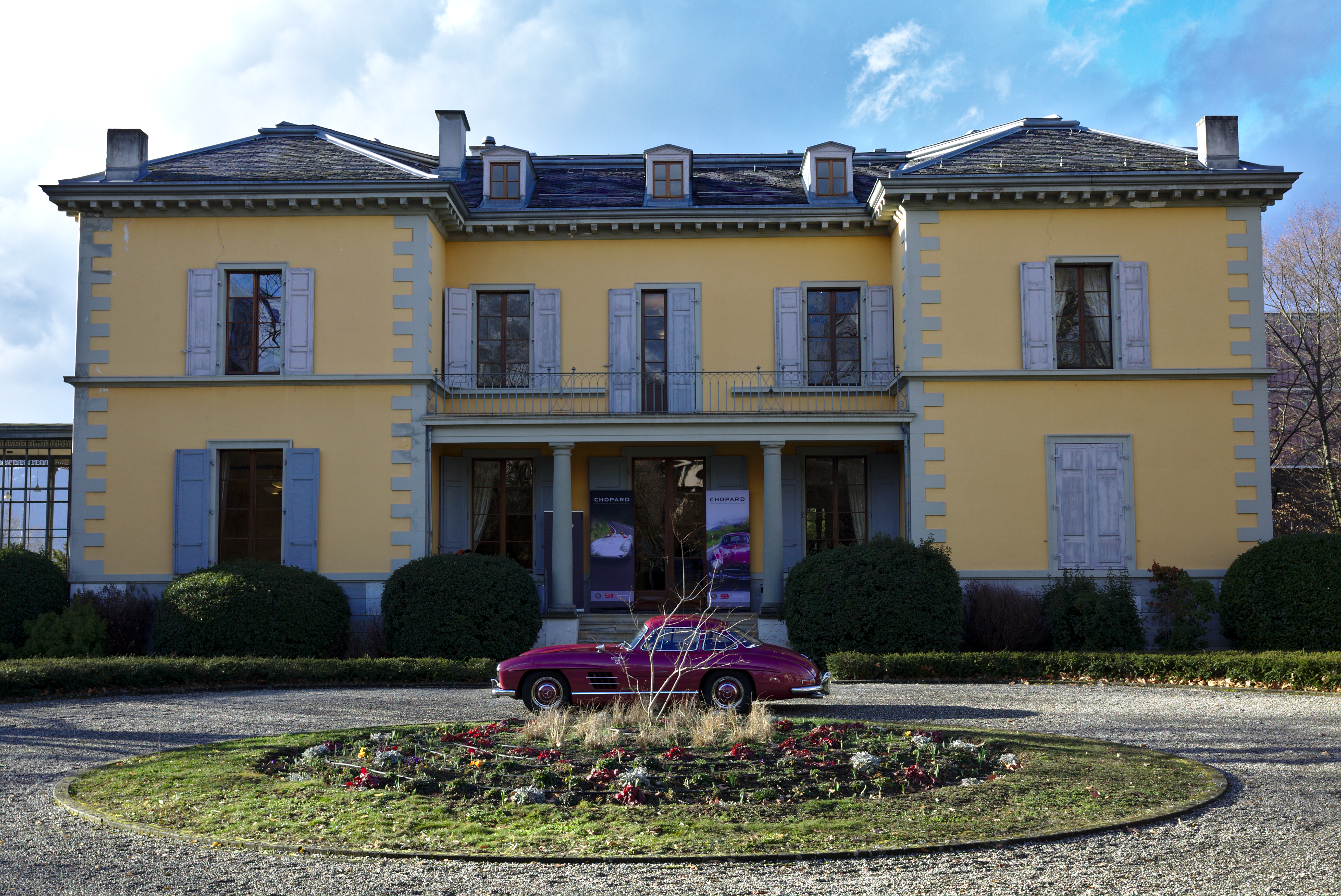
Villa Sarasin

Palexpo (auch als Geneva Palexpo vermarktet) ist ein grosser Messekomplex bei Genf. Er befindet sich auf dem Gebiet der Gemeinde Le Grand-Saconnex, neben dem Flughafen Genf und der Autobahn A1. 

## Anlage
Palexpo besteht aus sieben Hallen mit einer Fläche von 102'000 m2 und nutzbaren Aussenflächen von 21'000 m2. Sechs Hallen liegen nebeneinander, nur mit mobilen Wänden getrennt, so dass sie gemeinsam als grosser durchgehender Raum von 84'000 m2 genutzt werden können. Die zuletzt gebaute Halle 6 hat die Besonderheit, über der Autobahn A1 errichtet worden zu sein. Die sehr längliche Halle 7 erstreckt sich zwischen Autobahn und Flughafengelände; sie ist nur mit einer mobilen Wand vom Konzertsaal Geneva Arena, der bis zu 9'500 Plätze hat, getrennt. 
Unter den Hallen 1 und 2 befinden sich ein Kongresszentrum mit einem Saal zu 2200 Plätzen und sieben kleinere Säle. Die direkt neben der Halle 1 gelegene Villa Sarasin, ein Herrenhaus aus dem 19. Jahrhundert, bietet exklusive Empfangsräume und Seminarräume an. 
Palexpo wird von verschiedensten Verkehrsmitteln bedient. Es liegt 500 m entfernt vom Flughafengebäude und vom Bahnhof Genève-Aéroport (Endstation für alle Fernzüge, die von der Schweiz nach Genf fahren), hat eine eigene Autobahnausfahrt und wird von den Buslinien 5, 28 und Y der Transports publics genevois bedient.

## Geschichte
Palexpo ist der Nachfolger des alten Palais des Expositions im Innenstadtviertel Plainpalais. Dieser wurde 1926 für den Genfer Auto-Salon gebaut. Nach dem Zweiten Weltkrieg wurden dort auch andere Messen organisiert, so der Salon des arts ménagers und ab 1971 Telecom.
Der Bau des Palexpo begann 1978 und die vier ersten Hallen mit 58'000 m² wurden am 18. Dezember 1981 eingeweiht. Danach wurde das Palexpo drei Mal erweitert, 1987 mit der Halle 5, 1995 mit der Halle 7, und 2003 mit der über der Autobahn A1 gebauten Halle 6.
Bis Juni 2008 waren fast alle Gebäude im Besitz der Fondation du Palais des Expositions, der Stiftung des öffentlichen Rechts, die schon den alten Palais des Expositions in Plainpalais verwaltete. Die Ausnahme war die zuletzt gebaute Halle 6, die im Besitz der Stiftung des öffentlichen Rechts Fondation pour la halle 6 war. Seit 1957 wurde der alte Palais des Expositions und danach das Palexpo von der Stiftung Orgexpo (Organisation d'expositions) betrieben.
Die beiden Stiftungen wurden im Juni 2008 in die Aktiengesellschaft Palexpo SA, die mehrheitlich dem Kanton Genf gehört, fusioniert. Seit dem 1. Januar 2009 übernimmt Palexpo SA auch von Orgexpo den Betrieb des Palexpo.

## Wichtige Messen und Ereignisse
- Genfer Auto-Salon (1982 bis 2024)
- ITU Telecom World
- Internationale Messe für Erfindungen
- Internationale Messe für Buch und Presse
- Salon International de la Haute Horlogerie
- Supercross-Motorradrennen
- Tennisturniere, zum Beispiel für den Davis Cup und Laver Cup
- Welt-AIDS-Konferenz 1998
- EBACE (European Business Aviation Convention and Exhibition)